# Satrikh
Satrikh é uma cidade e uma nagar panchayat no distrito de Barabanki, no estado indiano de Uttar Pradesh.

## Geografia
Satrikh está localizada a 26° 52′ N, 81° 12′ L. Tem uma altitude média de 111 metros (364 pés).

## Demografia
Segundo o censo de 2001, Satrikh tinha uma população de 10,129 habitantes. Os indivíduos do sexo masculino constituem 52% da população e os do sexo feminino 48%. Satrikh tem uma taxa de literacia de 38%, inferior à média nacional de 59.5%: a literacia no sexo masculino é de 44% e no sexo feminino é de 30%. Em Satrikh, 22% da população está abaixo dos 6 anos de idade.